# Roberto De Candia
Roberto de Candia (Molfetta, 26 febbraio 1968) è un baritono italiano.

## Biografia
Dopo aver studiato da violoncellista si indirizza verso lo studio del canto, che perfezionerà grazie agli insegnamenti di Lajos Koma e, soprattutto, Sesto Bruscantini. Giovanissimo, vince il concorso "A.Belli" di Spoleto e, nel 1990, debutta al Teatro dell'Opera di Roma (Messa di gloria di Puccini) e al Teatro Regio di Parma (Manon).
Nel corso della sua carriera, ha cantato nei più importanti teatri lirici del mondo:  La Scala, Covent Garden, Metropolitan Opera, Wiener Staatsoper, Festival di Salisburgo, Teatro dell'Opera di Firenze, la Fenice, Teatro Regio di Torino, Comunale di Bologna, Petruzzelli di Bari,Glyndebourne Festival, Opéra-Comique, Opernhaus, Deutsche Oper Berlin, Bayerische Staatsoper, La Monnaie ed il Rossini Opera Festival. Ha collaborato con direttori del calibro di Riccardo Chailly, Myung-Whun Chung, John Eliot Gardiner, Daniele Gatti, Zubin Mehta, Riccardo Muti e Giuseppe Sinopoli. Nel 1996 è Ubalde in Armide, opera scelta per inaugurare la stagione scaligera il 7 dicembre.
Dotato di una timbrica duttile e di una presenza scenica convincente sia in ruoli buffi sia in quelli più seri, è considerato uno dei migliori esponenti del repertorio belcantista, in particolar modo quello brillante di Rossini e Donizetti. Ciononostante, si è fatto apprezzare anche come interprete di personaggi tormentati e presenti in opere tutto fuorché comiche: è il caso di personaggi verdiani come Rigoletto e Renato (Un ballo in maschera).
La sua duttilità lo ha portato, talvolta, a interpretare due personaggi diversi nella stessa opera: Figaro e Bartolo ne Il barbiere di Siviglia, Belcore e Dulcamara ne L'elisir d'amore, Malatesta e Don Pasquale in Don Pasquale. Celebre è l'episodio del Falstaff a Firenze nel 2014, dove era Ford nelle recite principali (trasmesse da Rai 5) e Falstaff nelle repliche.
Tra i suoi impegni più recenti, Don Pasquale al Donizetti Opera Festival e Gianni Schicchi al Maggio Musicale Fiorentino.

## Vita privata
È sposato con la pianista Daniela Pellegrino. La coppia ha un figlio, Lorenzo, nato nel 2022.
| Controllo di autorità | VIAF (EN) 24200451 · J9U (EN, HE) 987007314039605171 |